# Udvardi Endre
Udvardi Endre (1959. április 22. –) labdarúgó, hátvéd.

## Pályafutása
A Tatabányai Bányász csapatában mutatkozott az élvonalban 1978. augusztus 26-án a Bp. Honvéd ellen, ahol csapata 2–0-ra kikapott. 1978 és 1992 között 299 bajnoki mérkőzésen szerepelt tatabányai színekben és öt gólt szerzett. Két-két alkalommal bajnoki ezüst- és bronzérmes a csapattal. Utolsó mérkőzésen a Vasastól 4–1-re kapott ki csapata.

## Sikerei, díjai
- Magyar bajnokság
  - 2.: 1980–81, 1987–88
  - 3.: 1981–82, 1986–87
- Magyar kupa (MNK)
  - döntős: 1985